# 马克西姆·加尔金
马克西姆·亚历山德罗维奇·加尔金（羅馬化：Maksim Aleksandrovich Galkin；1976年6月18日—），俄罗斯喜剧演员、电视主持人和歌手。加尔金于2022年3月隨著俄羅斯在2月末全面入侵乌克兰后离开俄罗斯 ，随后被俄羅斯聯邦政府列为外国代理人。 